# Sông Tiền Đường
Sông Tiền Đường hay Tiền Đường giang (钱塘江, Qiántáng Jiāng), tên cổ là Chiết Giang (浙江), Khúc Giang (曲江) hay Chi Giang (之江), là dòng sông lớn nhất của tỉnh Chiết Giang, chảy ra vịnh Hàng Châu. Đây là vùng đất phát nguyên của văn hóa Việt Trung Quốc. Sông Tiền Đường bắt nguồn từ vùng ranh giới giữa hai tỉnh An Huy và Giang Tây, chảy qua Hàng Châu, thủ phủ tỉnh Chiết Giang. Về cơ bản, con sông này chảy theo hướng tây nam-đông bắc.

## Tên gọi

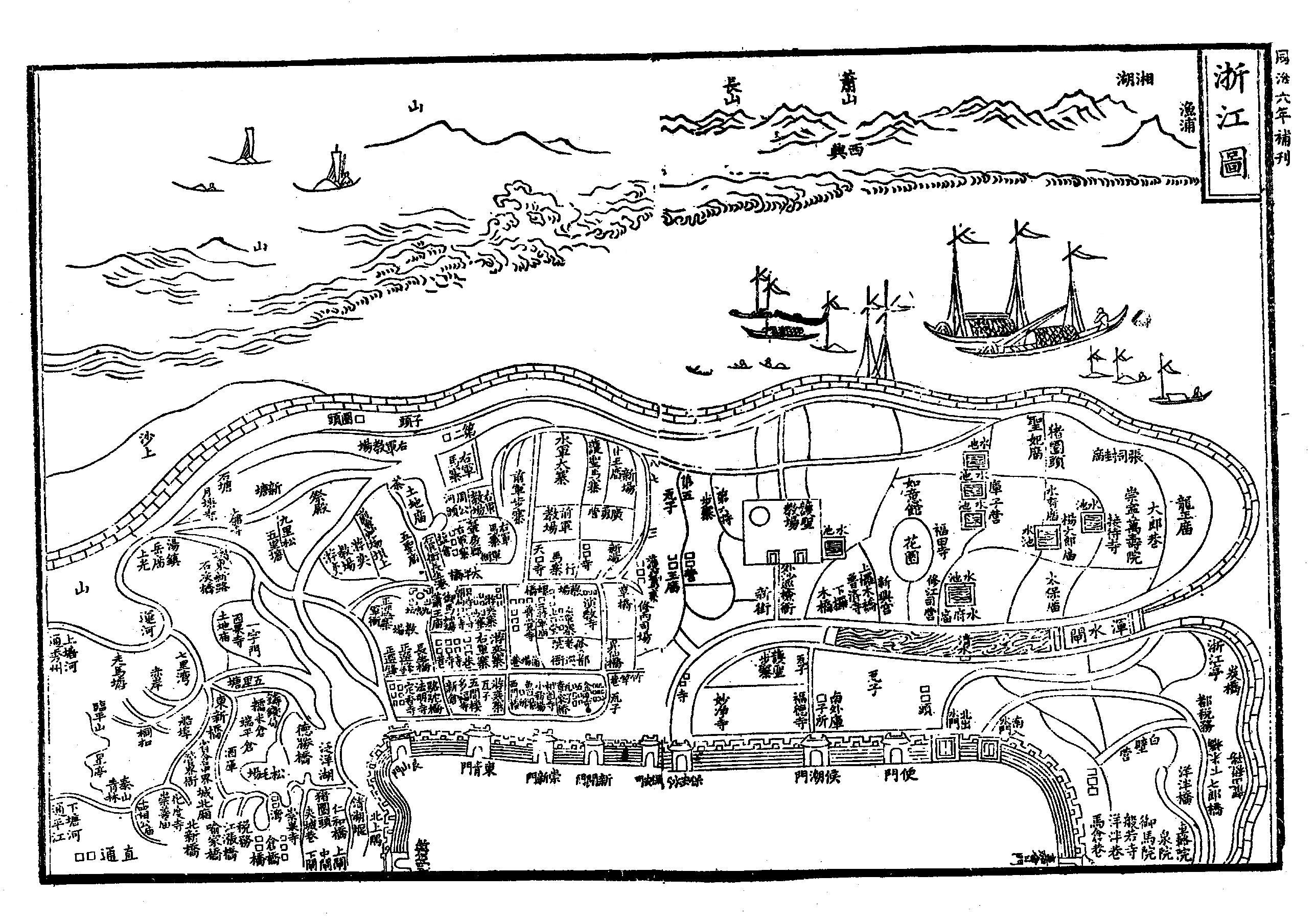
Bản đồ hạ lưu sông Tiền Đường thời cổ

Từ đầu nguồn ở phía bắc núi Đại Tiêm Sơn trong địa phận huyện Hưu Ninh, Hoàng Sơn, An Huy tới Cù Châu gọi là Thường Sơn cảng, từ Cù Châu tới Lan Khê (địa cấp thị Kim Hoa) gọi là Cù giang hay Tín An giang. Từ Lan Khê tới Kiến Đức (Hàng Châu) gọi là Lan giang. Từ Kiến Đức tới Đồng Lư (Hàng Châu) gọi là Đồng giang. Từ Đồng Lư tới Tiêu Sơn (Hàng Châu) gọi là Phú Xuân giang. Từ Tiêu Sơn ra tới vịnh Hàng Châu gọi là Tiền Đường giang.

## Chi lưu
Sông Tiền Đường có các chi lưu sau:
- Kim Hoa giang 金华江 (Vụ cảng)
- Tân An giang (新安江)
- Đồng Khê giang (桐溪江)
- Phố Dương giang (浦阳江)

Tào Nga giang (曹娥江) trước đây là một chi lưu của sông Tiền Đường, nhưng sau này do của sông bị chặn lại và đổi hướng nên đã tách ra thành một con sông độc lập.

## Địa vị văn hóa
Sông Tiền Đường được nhắc đến trong Truyện Kiều của Nguyễn Du nơi Vương Thúy Kiều nhảy xuống sông tự tử.